# 吊帶背心

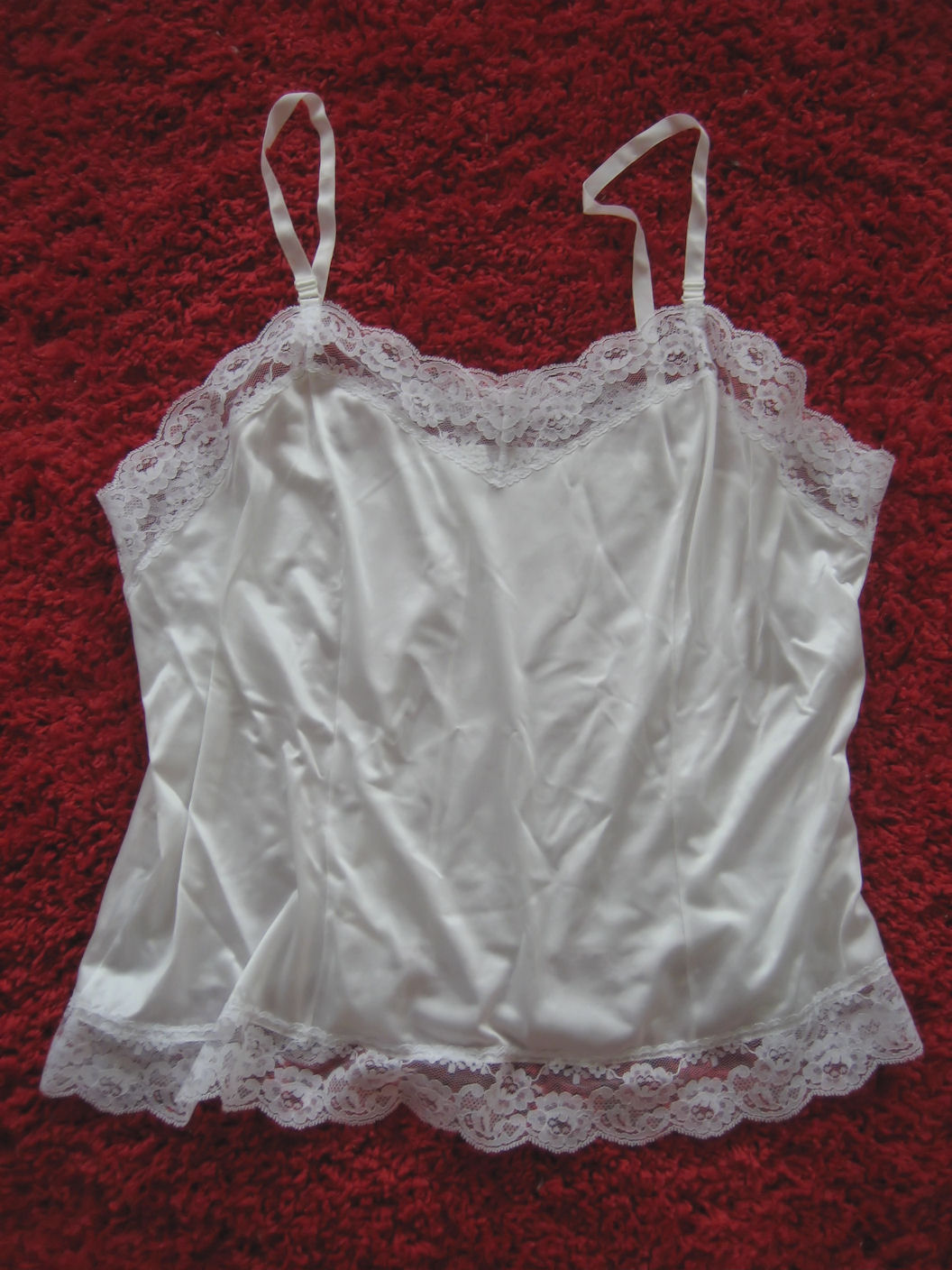

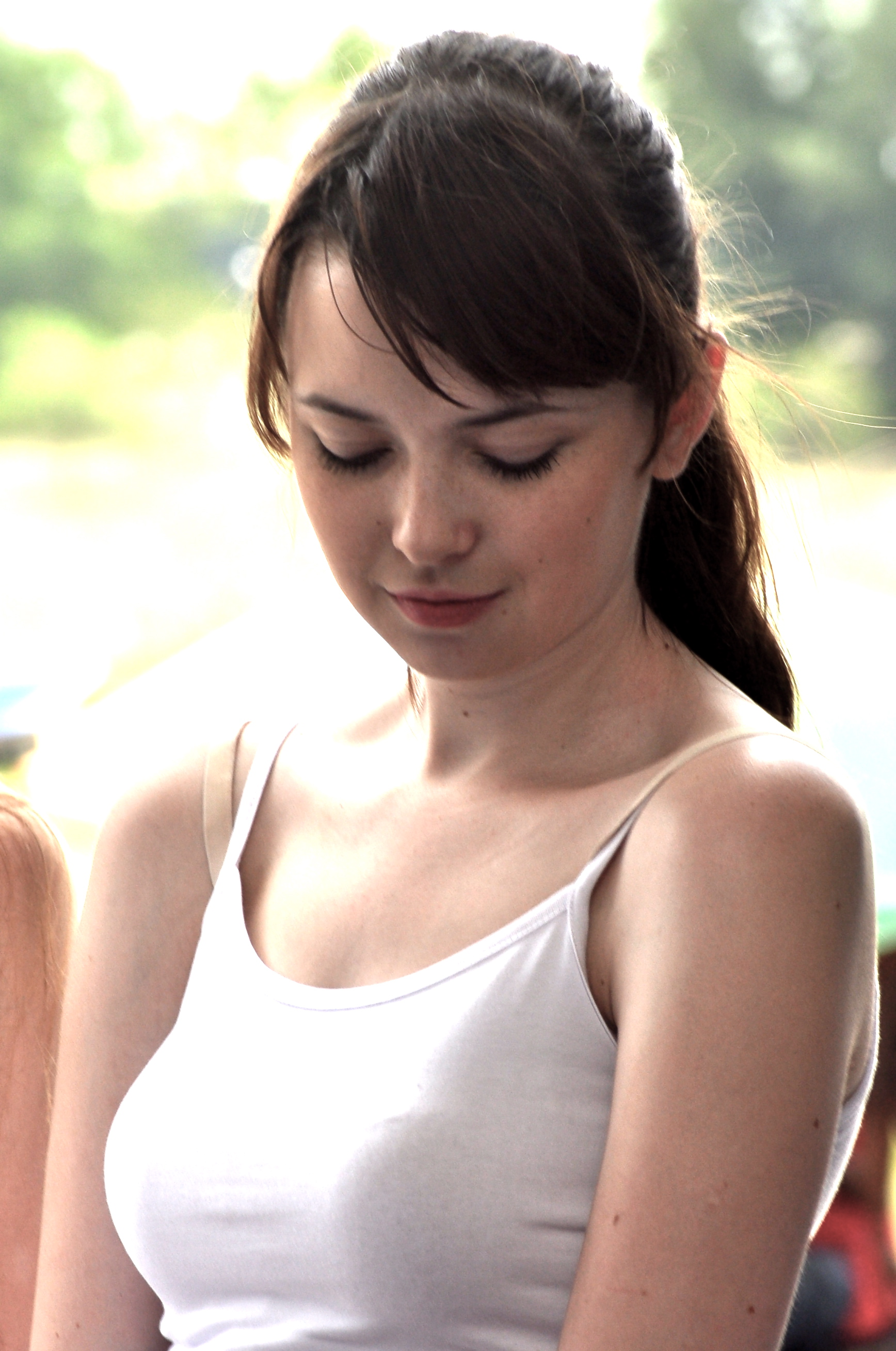
穿着白色吊帶背心的女性

吊帶背心（英語：Camisole），在台灣俗稱為小可愛，是一種女性服飾，為無領無袖的上衣，一般是用色丁、尼龙或是棉製成。

## 現代
現在的吊帶背心是較寬鬆的女性無袖內衣，包覆住上半身，不過會比T裇要短。
吊帶背心一般有肩帶，分為粗肩帶和細肩帶吊帶背心。在穿細肩帶或無肩吊帶背心時，胸罩的肩帶部份會露出來，所以女性多會穿無肩帶的胸罩。而亦有女性在穿細肩帶吊帶背心時，會穿有圖案肩帶或透明肩帶的胸罩，以露出肩帶來增加性感。另外，在穿著吊帶背心時，許多的女性也會在外面加上一件有袖子的衣物或是外套。